# Vegas Girl
"Vegas Girl" é uma canção gravada pelo cantor e compositor britânico Conor Maynard. Foi lançada para download digital a 24 de Julho de 2012 pela editora discográfica Parlophone Records como o segundo single do seu álbum de estúdio de estreia, Contrast (2012). A música foi composta por Maynard, Jason Pebworth, George Astasio, Jon Shave, Parker & James, Dion Wardle e Scott Thomas, com a produção e arranjos sob o cargo do trio The Invisible Men, que é formado pelos três segundos compositores, e pelo duo Parker & James. Musicalmente, é uma canção de synthpop que contém uma amostra da faixa "Urvasi Urvasi" (1994), de A R Rahman, do filme tamil Kadhalan. As suas letras falam sobre um rapaz, que neste caso é Maynard, que conhece uma moça na rua cuja camisete que vestiu contém a estampa "Vegas Girl". Contudo, o protagonista desconhece o nome da rapariga, e então decide procurá-la.
"Vegas Girl" foi recebida com opiniões positivas pela crítica especialista em música contemporânea, com Robert Copsey, do blogue britânico Digital Spy elogiando as referências a outros artistas (Keri Hilson e Rihanna) e a homenagem à tequilha. "Vegas Girl" teve um desempenho gráfico igual ao do seu antecessor, "Can't Say No" (2012), tendo alcançado o terceiro posto na Escócia, o quarto no Reino Unido, o oitavo na Bélgica (Flandres), e o vigésimo segundo na Irlanda. Nos Estados Unidos, onde foi lançado como o seu single de estreia, falhou em entrar na Billboard Hot 100, contudo, atingiu o seu pico no número 27 da Pop Songs. No Japão, "Vegas Girl" posicionou-se no número dezassete.
O seu vídeo musical foi também lançado no mês anterior ao seu lançamento como um single e foi dirigido por Travis Kopach, com filmagem em Nova Iorque.

## Antecedentes e lançamento
A 7 de Junho, a Parlophone Records colocou a canção na internet e publicou no Youtube um vídeo lírico.

## Estrutura musical e letras
"Vegas Girl" é uma canção composta por Conor Maynard, Jason Pebworth, George Astasio, Jon Shave, a dupla Parker & James, Dion Wardle e Scott Thomas, com a produção e arranjos sob a responsabilidade do trio The Invisible Men — formado por Pebworth, Astasio e Shave — e de Parker & James. As suas letras falam sobre um rapaz que vê uma moça se divertindo a dançar em uma discoteca. Brad O'Mance, do Popjustice, achou que os trechos "Put your hands in the air, don’t stop" e "this is for the girl that can get down low, the whole club wanna see you go" são "bastante originais. O blogue That Grape Juice descreveu "Vegas Girl" como uma música urban contemporary-pop "com uma melodia e produção vocal melhor que as de 'Can't Say No'."

## Vídeo musical
O vídeo foi filmado em Nova Iorque.O sítio australiano NovaFM publicou o vídeo por detrás das cenas.
Uma repórter do Yahoo! Music do Reino Unido achou que a rapariga do vídeo é parecida com a cantora Selena Gomez, ex-namorada do cantor canadiano Justin Bieber, opinando que "isso não augura nada de bom para um cantor que quer distanciar-se das comparações com Justin Bieber".

## Promoção e divulgação
O sítio Teen.com ofereceu camisetas com a estampa "Vegas Girl", bonés de baseboll e um monte de autocolantes do artista a três dos seus leitores, como parte da promoção do sítio para o lançamento de Contrast.

## Alinhamento de faixas
A versão em download digital de "Vegas Girl" consiste apenas na faixa. O extended play (EP), também lançado em download digital, contém quatro faixas, sendo que a primeira é a versão original da canção, as duas segundas são remixes, e a quarta é uma versão de "Marvins Room", música originalmente cantada pelo artista canadiano Drake e inclusa no seu quarto álbum de estúdio, Take Care (2011). Nos Estados Unidos, o EP foi distribuído como um álbum de remixes. A EMI Music divulgou nas suas lojas um CD single autografado com edições limitadas (mil exemplares).
| Download digital |              |         |  |
| N.º              | Título       | Duração |  |
| 1.               | "Vegas Girl" | 2:51    |  |

| EP digital/EP de remixes |                              |         |  |
| N.º                      | Título                       | Duração |  |
| 1.                       | "Vegas Girl"                 | 2:51    |  |
| 2.                       | "Vegas Girl" (Wideboys Edit) | 3:53    |  |
| 3.                       | "Vegas Girl" (Tortuga Remix) | 4:07    |  |
| 4.                       | "Marvins Room"               | 3:32    |  |
| Duração total:           | Duração total:               | 14:23   |  |

| Cash Cash Remix — Download digital |                                |         |  |
| N.º                                | Título                         | Duração |  |
| 1.                                 | "Vegas Girl" (Cash Cash Remix) | 6:18    |  |

| CD single (#5099932705027) |                                |         |  |
| N.º                        | Título                         | Duração |  |
| 1.                         | "Vegas Girl" (versão do álbum) | 2:52    |  |
| 2.                         | "Vegas Girl" (instrumental)    | 2:53    |  |
| Duração total:             | Duração total:                 | 5:05    |  |

## Créditos
Os seguintes créditos foram adaptados do encarte do álbum Contrast (2011)
Gravação
- Masterizada por Tom Coyne no Sterling Sound, Nova Iorque, Nova Iorque
- Misturada por Phil Tan no Ninja Beat Club, Atlanta, Geórgia
- Gravada por Ryan Woodcock nos Conway Studios, Los Angeles, Califórnia
- Gravada por The Invisible Men nos British Grove Studios, Londres, Inglaterra

Pessoal
- Kyle Abrahams — teclado, programação
- George Astasio — guitarra, composição, produção, gravação, programação
- Tom Coyne — masterização
- Peter Ighile — teclado, programação, composição
- Conor Maynard — vocais principais, composição
- Parker & James — composição, produção, gravação
- Jason Pebworth — teclado, composição, produção, gravação
- Jon Shave — teclado, composição, produção, programação
- Phil Tan — mistura
  - Daniela Rivera — assistência de mistura
- Scott Thomas — composição
- Dion Wardle — teclado, composição
- Ryan Woodcock — edição de vocais, gravação

## Desempenho nas tabelas musicais
No Reino Unido, "Vegas Girl" estreou no número três da tabela musical UK Singles Chart, tendo sido a estreia mais alta dessa semana. Além disso, tornou-se no segundo single de Maynard a atingir o pico dentro das cinco melhores posições.
| País - Tabela musical (2012)                                 | Posição de pico |
| ------------------------------------------------------------ | --------------- |
| Alemanha - Media Control Charts                              | 63              |
| Bélgica (Flandres) - Ultratop 50                             | 8               |
| Estados Unidos - Bubbling Under Hot 100 Singles (Billboard)  | 1               |
| Estados Unidos - Heatseekers Songs (Billboard)               | 11              |
| Estados Unidos - Pop Songs (Billboard)                       | 27              |
| Irlanda - Irish Recorded Music Association                   | 22              |
| Japão - Japan Hot 100 (Billboard)                            | 17              |
| Países Baixos - Mega Single Top 100                          | 55              |
| Reino Unido - UK Singles Chart (The Official Charts Company) | 4               |

## Histórico de lançamento
| Região         | Data                | Formato                                     | Editora discográfica | Catálogo     |
| -------------- | ------------------- | ------------------------------------------- | -------------------- | ------------ |
| Alemanha       | 20 de julho de 2012 | Extended play (download digital)            | EMI Music Publishing | 531380412    |
| Brasil         | 20 de julho de 2012 | Extended play (download digital)            | EMI Music Publishing | 531380412    |
| Canadá         | 20 de julho de 2012 | Extended play (download digital)            | EMI Music Publishing | 531380412    |
| Espanha        | 20 de julho de 2012 | Extended play (download digital)            | EMI Music Publishing | 531380412    |
| França         | 20 de julho de 2012 | Extended play (download digital)            | EMI Music Publishing | 531380412    |
| Hungria        | 20 de julho de 2012 | Extended play (download digital)            | EMI Music Publishing | 531380412    |
| Irlanda        | 20 de julho de 2012 | Extended play (download digital)            | EMI Music Publishing | 530627228    |
| Japão          | 20 de julho de 2012 | Extended play (download digital)            | EMI Music Publishing | 531380412    |
| Nova Zelândia  | 20 de julho de 2012 | Extended play (download digital)            | EMI Music Publishing | 543196382    |
| Portugal       | 20 de julho de 2012 | Extended play (download digital)            | EMI Music Publishing | 531380412    |
| Reino Unido    | 20 de julho de 2012 | Extended play (download digital)            | EMI Music Publishing | 530627228    |
| Reino Unido    | 22 de julho de 2012 | Download digital                            | EMI Music Publishing | B00899ZT82   |
| Alemanha       | 23 de julho de 2012 | Download digital                            | EMI Music Publishing | B0089A221I   |
| Austrália      | 23 de julho de 2012 | CD single de edição limitada                | EMI Music Publishing | 21HMX0000000 |
| Estados Unidos | 23 de julho de 2012 | CD single de edição limitada                | EMI Music Publishing | 31HMX0000000 |
| França         | 23 de julho de 2012 | Download digital                            | EMI Music Publishing | B0089A8F1O   |
| Japão          | 23 de julho de 2012 | CD single de edição limitada                | EMI Music Publishing | 41HMX0000000 |
| Reino Unido    | 23 de julho de 2012 | CD single de edição limitada                | EMI Music Publishing | 11HMX0000000 |
| Canadá         | 24 de julho de 2012 | Download digital                            | EMI Music Publishing | 548626731    |
| Estados Unidos | 24 de julho de 2012 | Download digital                            | EMI Music Publishing | 548626731    |
| Estados Unidos | 24 de julho de 2012 | Extended play de remixes (download digital) | EMI Music Publishing | 541076938    |